# Världslitteraturhuset

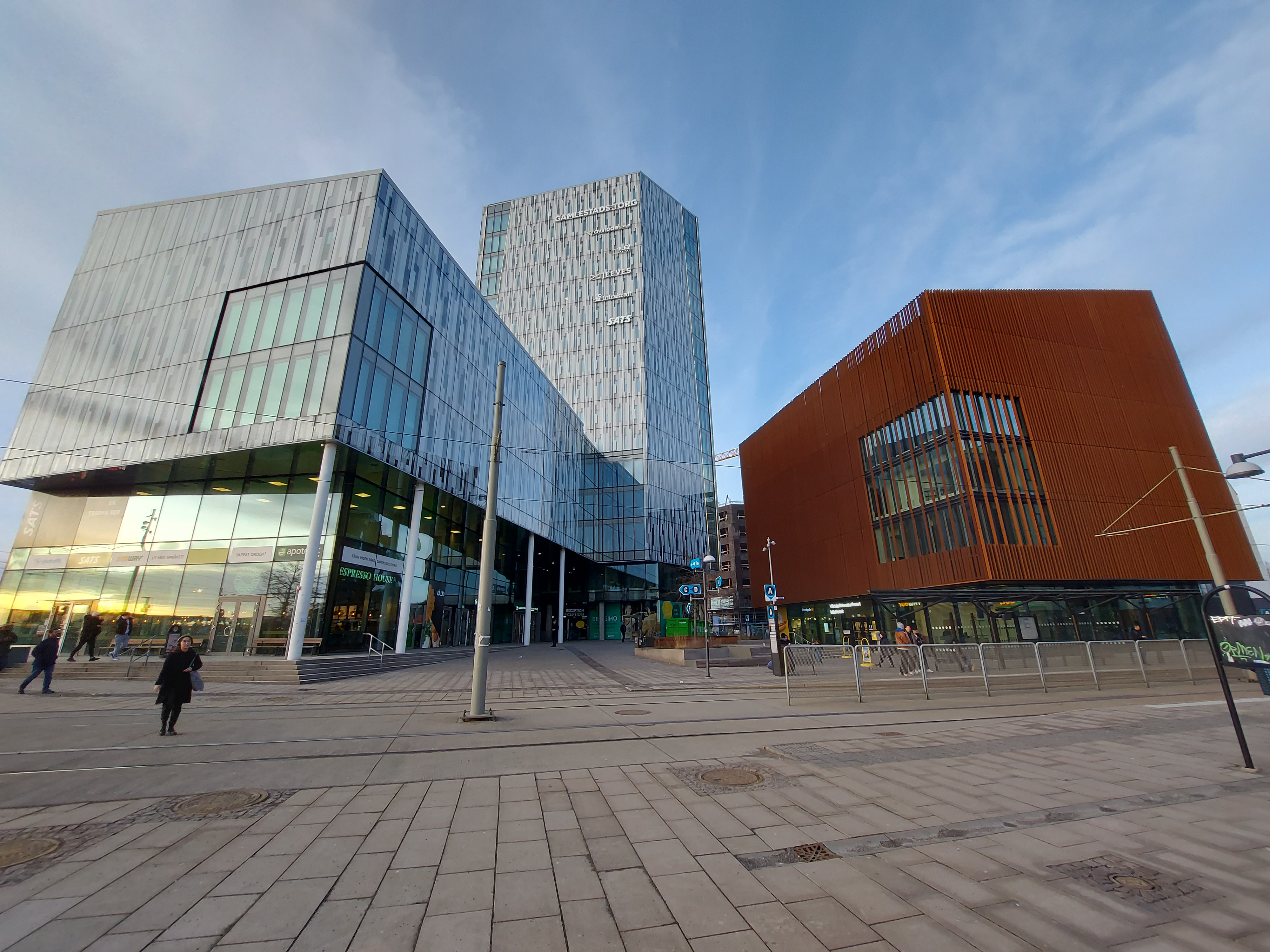
Gamlestads torg, 2023. Världslitteraturhuset huserar i den bruna byggnaden till höger i bild.

Världslitteraturhuset är ett folkbibliotek, som ligger vid Gamlestads torg i stadsdelen Gamlestaden i Göteborg. Bibliotekets fokus är på det mångspråkiga. Det invigdes den 1 december 2018 och ersatte då Gamlestadens bibliotek. Idén till Världslitteraturhuset väcktes först av bibliotekarien Ingrid Atlestam, som förde fram frågan i en debattartikel i Göteborgs-Posten. Lokala politiker fångade upp tankarna och omvandlade dem till ett konkret förslag.
I Världslitteraturhuset finns tre våningar med mycket mångspråkig litteratur, böcker på svenska, film, spel, ljudböcker och tidskrifter. På den fjärde våningen finns en hörsal för arrangemang som rymmer 60 sittande personer. I samma hus finns även Berättarministeriet, som bidrar till husets och barnens berättarglädje.